# Narcisse Vieillard
Pour les articles homonymes, voir Vieillard.
Narcisse Vieillard est un homme politique français né le 25 janvier 1791 à Paris et décédé le 19 mai 1857 à Paris.

## Biographie
Il est le fils de Pierre Jacques Vieillard (1756-1815), député du bailliage de Saint-Lô aux états généraux, et d'Adrienne Anne Charlotte Le Tellier.
Ancien élève de l'école Polytechnique, il fait les campagnes napoléoniennes comme officier d'artillerie. Il est précepteur de Napoléon-Louis Bonaparte, le frère aîné de Napoléon III. 
Il est élu député de la Manche de 1842 à 1846. Il siège comme bonapartiste. 
Il est nommé Commissaire du Gouvernement de la Manche, le 2 mars 1848. Il est à nouveau député de la Manche de 1848 à 1851, siégeant avec le parti démocratique. Soutien actif de la candidature de Louis-Napoléon Bonaparte, il est l'un de ses intimes et participe activement à la préparation du coup d’État du 2 décembre 1851. Nommé sénateur en janvier 1852, il s'éloigne progressivement du régime et est le seul sénateur à voter contre le rétablissement de l'Empire.
Il est inhumé au cimetière du Père-Lachaise (26e division)